# Apoštolská prefektura Placentia
Apoštolská prefektura Placentia byla prefektura římskokatolické církve, nacházející se v Kanadě.

## Území
Prefektura zahrnovala jižní část poloostrova Avalon.
Prefektním sídlem bylo město Placentia.

## Historie
Prefektura byla založena 16. září 1870 brevem Quae Catholicae rei papeže Pia IX. a to z částí území diecéze Saint John's, Newfoundland a diecéze Harbour Grace.
Roku 1891 byla prefektura zrušena a území bylo včleněno do diecéze Saint John's, Newfoundland.

## Seznam prefektů
- Thomas James Power (1870-1891)